# Mycological Progress
Mycological Progress (w literaturze cytowane jako Mycol. Progr.) – międzynarodowe recenzowane czasopismo naukowe Niemieckiego Towarzystwa Mykologicznego (German Mycological Society) wydawane przez Springer Science+Business Media. Publikowane w nim są artykuły dotyczące wszystkich aspektów grzybów, porostów i niepowiązanych filogenetycznie organizmów grzybopodobnych.
Czasopismo zostało założone w lutym 2002 roku przez Niemieckie Towarzystwo Mykologiczne pod kierownictwem założyciela Franza Oberwinklera. Obecnym redaktorem naczelnym jest Marco Thines.  W 2006 roku czasopismo to stało się oficjalnym czasopismem dziesięciu europejskich krajowych towarzystw mykologicznych. Do 2015 roku było wychodzącym w druku kwartalnikiem, później stało się ciągłą publikacją online i zaprzestano wydawania wersji drukowanej. 